# 菱體絲隆頭魚
菱體絲隆頭魚，又稱菱體絲鰭鸚鯛，為輻鰭魚綱鱸形目隆頭魚亞目隆頭魚科的其中一種，分布於中西太平洋的馬紹爾群島海域，棲息深度可達40公尺，體長可達8.5公分，棲息在外海礁坡的碎石區海域，以浮游生物為食，生活習性不明。

## 擴展閱讀
維基物種上的相關：菱體絲隆頭魚